# Chińskie Tajpej na letnich igrzyskach olimpijskich
Chińskie Tajpej, w latach 1932–1972 pod nazwą Republika Chińska, wystartowało we wszystkich letnich IO od igrzysk w Los Angeles w 1932 roku (oprócz igrzysk w latach 1952, 1976 i 1980). Nazwa Chińskie Tajpej została wprowadzona przez MKOL, jako odpowiedź na protest Chińskiej Republiki Ludowej, według której nazwa Republika Chińska niesie ze sobą niewłaściwe i mylące skojarzenia z ChRL oraz jest sprzeczna z polityką jednych Chin i z tego powodu jest nie do zaakceptowania w organizacjach międzynarodowych, w których występują oba te państwa.

## Chińskie Tajpej

### Klasyfikacja medalowa
| Igrzyska         | Złoto | Srebro | Brąz | Razem |
| ---------------- | ----- | ------ | ---- | ----- |
| 1984 Los Angeles | 0     | 0      | 1    | 1     |
| 1988 Seul        | 0     | 0      | 0    | 0     |
| 1992 Barcelona   | 0     | 1      | 0    | 1     |
| 1996 Atlanta     | 0     | 1      | 0    | 1     |
| 2000 Sydney      | 0     | 1      | 4    | 5     |
| 2004 Ateny       | 2     | 2      | 1    | 5     |
| 2008 Pekin       | 0     | 0      | 4    | 4     |
| 2012 Londyn      | 0     | 1      | 1    | 2     |
| Razem            | 2     | 6      | 11   | 19    |

### Według dyscyplin
| Dyscyplina        | Złoto | Srebro | Brąz | Razem |
| ----------------- | ----- | ------ | ---- | ----- |
| Taekwondo         | 2     | 1      | 5    | 8     |
| Podnoszenie cięż. | -     | 2      | 4    | 6     |
| Łucznictwo        | -     | 1      | 1    | 2     |
| Tenis stołowy     | -     | 1      | 1    | 2     |
| Baseball          | -     | 1      | -    | 1     |
| Razem             | 2     | 6      | 11   | 19    |

## Republika Chińska

### Klasyfikacja medalowa
| Olimpiada        | Złoto | Srebro | Brąz | Razem |
| ---------------- | ----- | ------ | ---- | ----- |
| 1932 Los Angeles | 0     | 0      | 0    | 0     |
| 1936 Berlin      | 0     | 0      | 0    | 0     |
| 1948 Londyn      | 0     | 0      | 0    | 0     |
| 1956 Melbourne   | 0     | 0      | 0    | 0     |
| 1960 Rzym        | 0     | 1      | 0    | 1     |
| 1964 Tokio       | 0     | 0      | 0    | 0     |
| 1968 Meksyk      | 0     | 0      | 1    | 1     |
| 1972 Monachium   | 0     | 0      | 0    | 0     |
| Razem            | 0     | 1      | 1    | 2     |

### Według dyscyplin
| Dyscyplina    | Złoto | Srebro | Brąz | Razem |
| ------------- | ----- | ------ | ---- | ----- |
| Lekkoatletyka | -     | 1      | 1    | 2     |
| Razem         | 0     | 1      | 1    | 2     |